# Nagarkoil
Nagarkoil – miasto w południowych Indiach, w stanie Tamilnadu, w dystrykcie Kanyakumari. W roku 2001 miasto zamieszkiwało 208 149 mieszkańców.